# Un om de lume (Star Trek: Generația următoare)
„Un om de lume” (titlu original: „Man of the People”) este al 3-lea episod din al șaselea sezon al serialului TV american științifico-fantastic Star Trek: Generația următoare și al 129-lea episod în total. A avut premiera la 5 octombrie 1992.
Episodul a fost regizat de Winrich Kolbe după un scenariu de Frank Abatemarco .

## Prezentare
Un ambasador telepat se folosește de mintea Deannei Troi pentru a influența rezultatul misiunii sale. 

## Actori ocazionali
- Chip Lucia - Ves Alkar
- Patti Yasutake - Alyssa Ogawa
- George D. Wallace - Simons
- Lucy Boryer - Janeway
- Susan French - Sev Maylor
- Rick Scarry - Jarth
- Stephanie Erb - Liva
- J.P. Hubbell - Ensign
- Majel Barrett - Computer Voice